# Marávia (Distrikt)
Marávia ist ein Distrikt der Provinz Tete in Mosambik mit Verwaltungssitz in der Stadt Fingoé. Marávia grenzt im Norden an die Ostprovinz mit den Distrikten Petauke, Sinda und Katete in der Republik Sambia, im Westen an den Distrikt Zumbo, im Süden an die Distrikte Magoé und Cahora Bassa und im Osten an die Distrikte Chifunde und Chiuta.

## Geographie
Bei einer Fläche von 16.697 Quadratkilometer hat Marávia 99.563 Einwohner (Stand 2013). Dies ergibt eine Bevölkerungsdichte von 6 Menschen pro Quadratkilometer.
Der Distrikt liegt im Nordwesten der Provinz Tete und grenzt im Norden an die Republik Sambia, seine Südgrenze bildet der Sambesi, seine Westgrenze der Mucanha und seine Ostgrenze der Capoche bis zur Mündung in den Luia. Das Klima ist nach der effektiven Klimaklassifikation von Köppen feucht-gemäßigt mit den zwei Jahreszeiten Regenzeit und Trockenzeit. In der von November bis April dauernden Regenzeit fallen mehr als 95 Prozent des Jahres-Niederschlages, in den Monaten Mai bis Oktober fallen nur etwa 5 Millimeter Regen. Die Durchschnittstemperatur liegt bei 22 Grad Celsius, die durchschnittliche Tiefsttemperatur ist bei 16, die Höchsttemperatur bei 28 Grad.
Maravia ist hügelig mit einer Höhenlage zwischen 300 und 1000 Meter, die bekanntesten Berge sind der Chiputu (1502 m), der Chuamba (1335 m) und der Camessongue (1450 m). Der Hauptfluss ist der Sambesi. Weitere wichtige Flüsse sind Capoche, Unkanha, Luatize und der Duanga Mucumbudzi.

## Bevölkerung
Die Bevölkerung ist sehr jung, 21 Prozent sind jünger als vier Jahre, 28 Prozent sind zwischen fünf und vierzehn Jahren alt (Stand 2013). Die Analphabetenrate ist hoch, speziell bei älteren Frauen (Stand 2007):
Über neunzig Prozent der Bevölkerung spricht kein portugiesisch, die wichtigste Sprache ist Cinyungwè.

## Einrichtungen und Dienstleistungen
Im Distrikt befinden sich 74 Grundschulen (Primárias) und drei weiterführende Schulen (Secundárias). Von den Grundschulen sind 60 öffentliche Schulen und 14 Privatschulen, von den weiterführenden Schulen sind alle öffentlich. In den Grundschulen ist das Schüler-Lehrer-Verhältnis 53:1, in den weiterführenden Schulen 15:1.
In Marávia gibt es sechs Gesundheitszentren (Stand 2012).

## Verwaltungsgliederung
Der Distrikt Marávia ist in drei Verwaltungsposten (postos administrativos) gegliedert:
- Chiputo
- Fingoe
- Molowera
- Chipera[2]

## Wirtschaft und Infrastruktur
Im Jahr 2007 besaßen 45 Prozent der Haushalte ein Radio und 0,4 Prozent einen Fernseher. 52 Prozent besaßen ein Fahrrad und 0,3 Prozent ein Auto (Stand 2007).

### Landwirtschaft
Die Landwirtschaft ist die wichtigste Einnahmequelle der Bevölkerung. Im Jahr 2010 gab es 17.573 landwirtschaftliche Betriebe mit einer durchschnittlichen Größe von 2,8 Hektar. Fast 85 Prozent der Bauernhöfe befinden sich im Familienbesitz und werden von drei oder mehr Personen bewirtschaftet. Ein Drittel der Höfe ist kleiner als ein halbes Hektar, diese kleinen Betriebe werden etwa zur Hälfte von Frauen bewirtschaftet. Die Hauptanbauprodukte sind Mais, Sorghumhirse, Erdnüsse, Süßkartoffeln und Bohnen. Im Distrikt gibt es etwa 5.000 Viehzüchter (Rinder und Schweine) und mehr als 10.000 Geflügelzüchter. Durch den Verkauf von Holz, Brennholz, Schilf und Holzkohle sowie durch Jagd oder Fischerei sichern sich viele Familien ein Zusatzeinkommen.

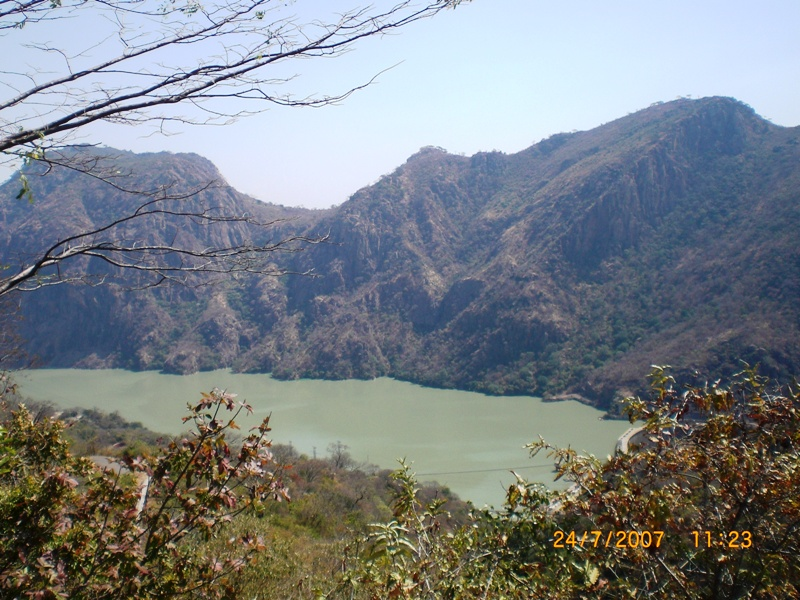
Cahora Bassa Stausee

### Energie
Der Sambesi wird durch die Cahora Bassa Talsperre zu einem 240 Kilometer langen künstlichen See zur Elektrizitätsgewinnung gestaut.

### Bodenschätze
Marávia besitzt an Bodenschätzen Gold, Asbest, Kohle, Eisen und den Edelstein Aquamarin.

### Verkehr
Das Straßennetz in Marávia beinhaltet auch ein Teilstück der Nationalstraße EN221 von Bene nach Fingoe.
| Ort                | km  | Name  |
| ------------------ | --- | ----- |
| Blose / Fingoe     | 110 | EN221 |
| Chipungu / Chipera | 75  | NC    |
| Chipungu / Chipera | 37  | NC    |
| Funguoe / Malowera | 85  | ER458 |
| Cachambo / Unlanha | 55  | ER221 |
| Fingoe / Nhenda    | 67  | NC    |